# Villa Charles Schacher

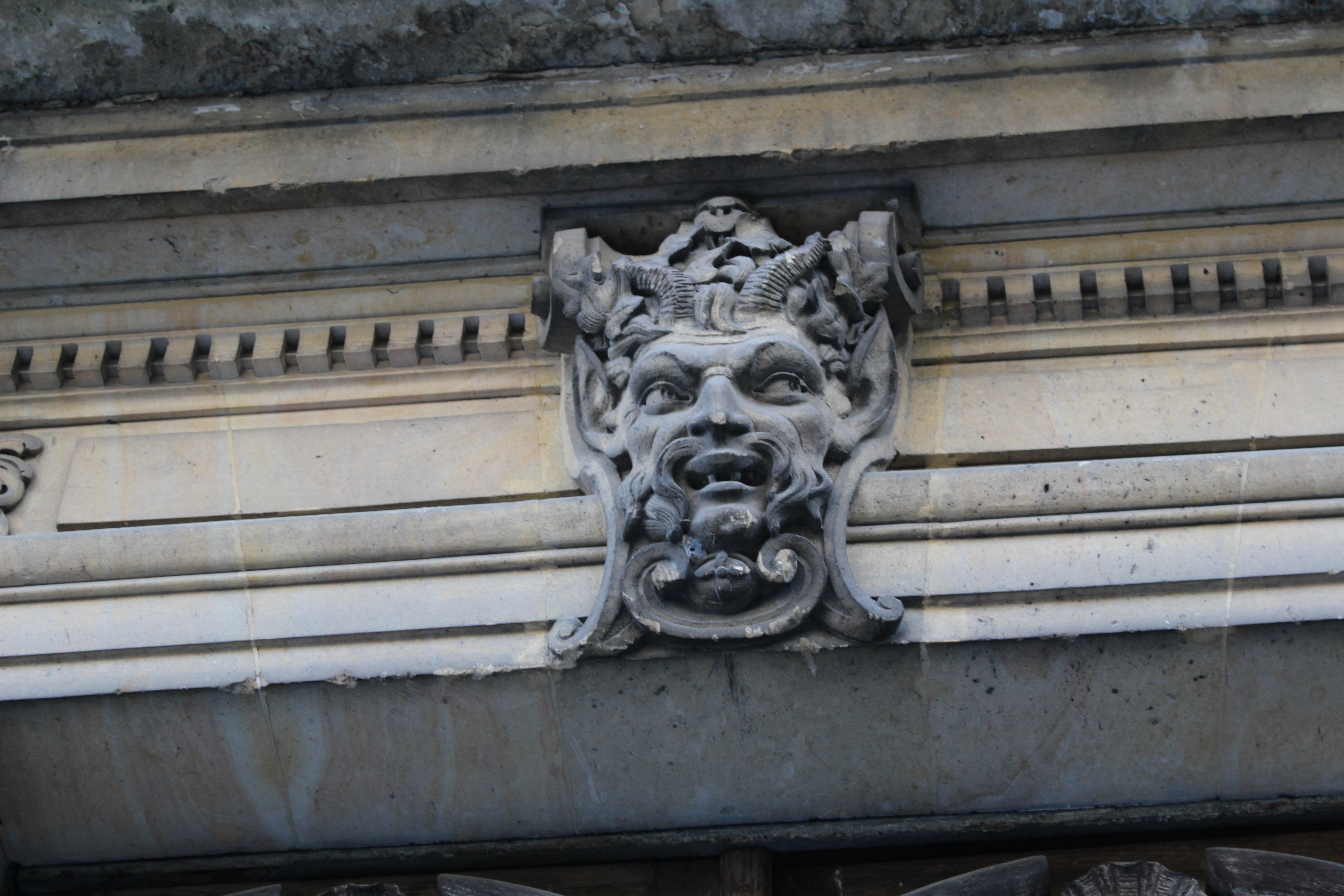

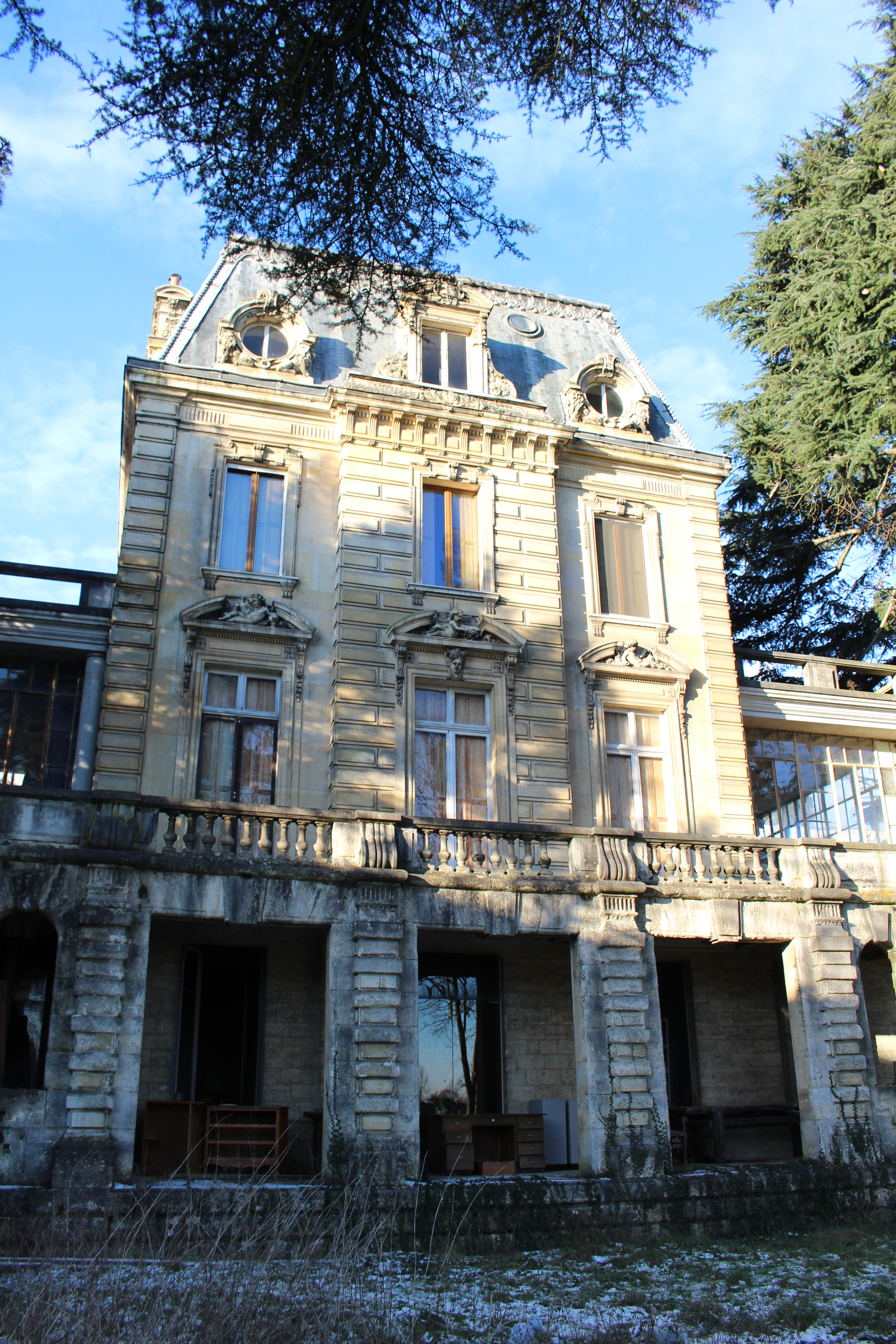

La villa Charles Schacher est une villa suburbaine située au 11bis rue des Capucins à Meudon dans les Hauts de Seine non loin de l'avenue du Château.
La villa fut construire autour de 1860. Elle est considérée comme un témoignage du style Napoléon III ou style second empire.
Elle fut construite pour Charles Schacher (1806-1883), industriel et fabriquant, par l'architecte Louis-Marie Anez (d) (1813-1879), employé comme inspecteur auprès de Lefuel au château de Meudon. À la pointe des questions techniques relatives au chauffage des bâtiments, Anez a installé un calorifère à air chaud saturé dans la villa Schacher.
Elle fut ensuite la maison et l'atelier d'Albert de Jaeger, sculpteur et médailleur de renommée internationale, lauréat du grand prix de Rome. 
En 2010, la propriété a été inscrite au plan local d'urbanisme dans l'annexe: «Immeubles à protéger et à mettre en valeur, au titre de l’article L.123-1-5 III 2° désormais codifié à l’ article L.151-19 du code de l’urbanisme. 
Les boiseries et décorations Louis XVI classées monument historique qui  étaient situées  à l’intérieur d’une petite maison en contrebas de la propriété ont été transférées à Paris sous le contrôle de la Direction Régionale des Affaires Culturelles.
Le jardin comporte trois arbres, recensés comme remarquables dans l'inventaire des Hauts-de Seine : un cèdre de l'Himalaya, un cèdre du Liban et un séquoia géant de Californie. Ces derniers ont été probablement plantés au moment de la construction de la maison. Ces arbres en cœur d’îlot  sont également repérés dans le PLU depuis 2010.
En 2019 un projet immobilier de construction d'un lotissement résidentiel de quatre maisons mitoyennes dans le jardin en bordure de l'avenue Marcellin Berthelot menace de porter atteinte à l'intégrité de la villa. Après un premier refus l'architecte des bâtiments de France donne son accord au chantier en juin 2020. Le collectif de sauvegarde de la villa Napoléon III de Meudon lance une pétition visant le retrait des permis de construire et
incitant la mairie à appuyer la procédure d’inscription à l’inventaire supplémentaire des monuments historiques de l’ensemble de la propriété. L’association des amis de l’avenue du château et le comité de sauvegarde des sites de Meudon, soutenus par Stéphane Bern, demandent l'adaptation ou le retrait des permis de construire ainsi que la mise en œuvre de mesures conservatoires afin de stopper la détérioration de la maison.

## Liens internes

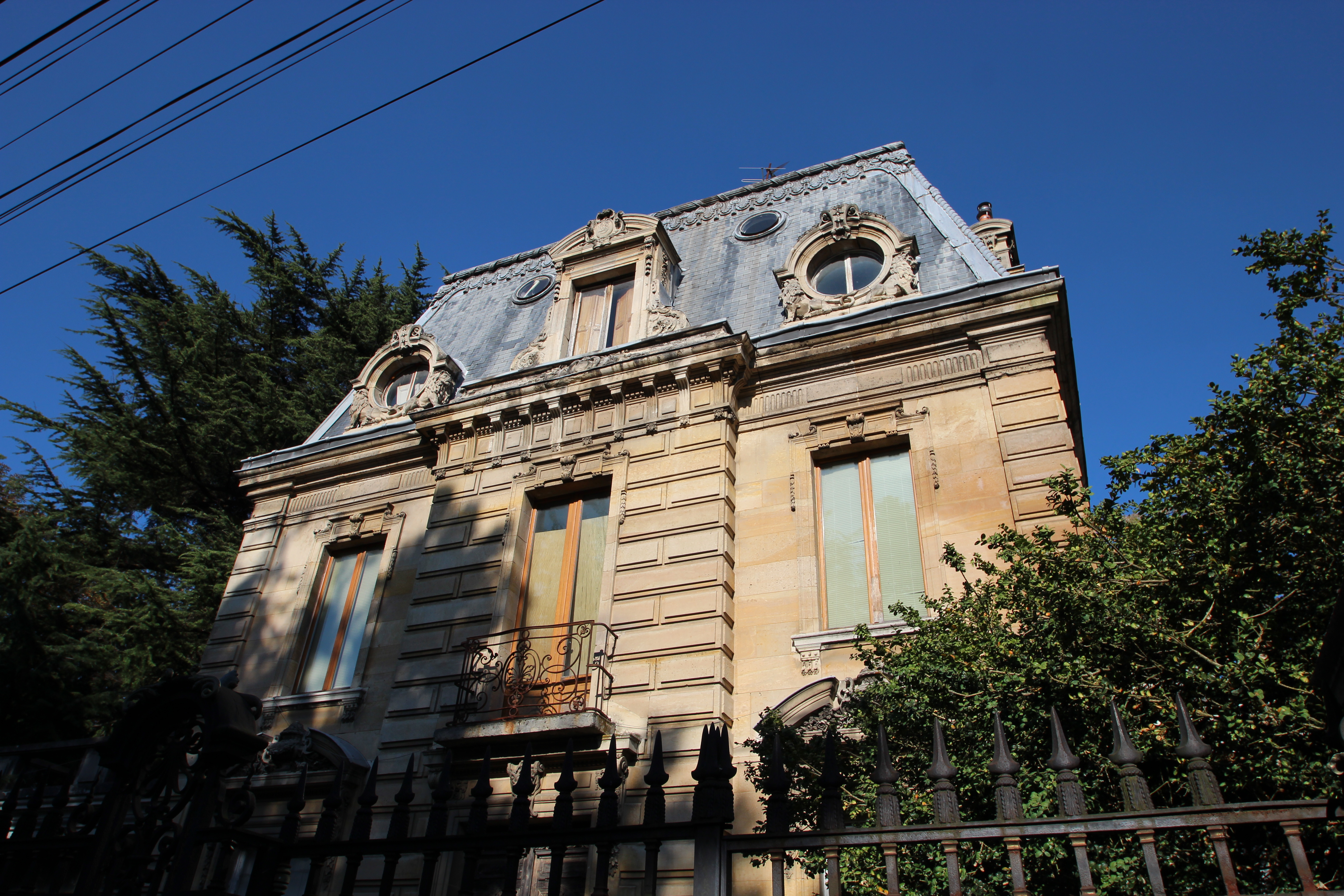
Maison au 11B rue des Capucins à Meudon le 16 septembre 2014 - 3